# Нектобентос
Нектобентос — организмы, живущие как на дне водоема, так и в водной толще. Термин составлен из греческих слов нектон (греч. nektós — плавающий, плывущий) и бентос (от греч. βένθος — глубина).

## Состав
К нектобентосу относят многие виды амфипод, мизид, изопод, а также кумацеи, декаподы и прочие. Нектобентосные беспозвоночные формируют достаточно разнообразные сообщества. Древних представителей нектобентоса, которые уже вымерли, но остались захороненными в отложениях, изучает палеонтология.
Нектобентосные организмы (по данным, полученным на озере Балхаш) накапливают больше цинка и меди, чем брюхоногие моллюски.